# Gloria (fenomeno ottico)

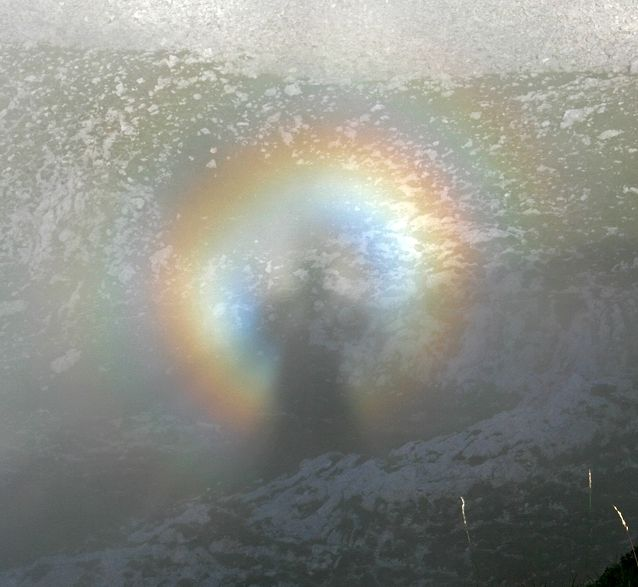
Esempio di gloria, o spettro di Brocken

Una gloria, o spettro di Brocken, è un fenomeno ottico prodotto dalla luce riflessa verso la sua fonte da una nuvola di goccioline d'acqua di dimensioni uniformi. Più concretamente, essa è un enorme ingrandimento dell'ombra proiettata dall'osservatore, quando il Sole è basso, sulla superficie delle nuvole che circondano una montagna su cui l'osservatore si trova. Solitamente è caratterizzata dalla presenza di una corona luminescente intorno al capo o comunque alla parte più alta della figura.

## Descrizione
Si tratta di un fenomeno di rara osservabilità: poiché è visibile in direzione opposta a quella del Sole, si riscontra più comunemente quando si è in volo, con la gloria che circonda l'ombra proiettata dall'aeroplano sulle nuvole.
Essa può avere uno o multipli anelli colorati. La dimensione angolare è molto minore di quella di un arcobaleno, circa da 5° a 20°, a seconda della dimensione delle goccioline.
L’aspetto del cerchio luminoso sembra dovuto alla dispersione della luce nelle gocce d’acqua e nelle masse di nuvole. Tale luce viene riflessa principalmente nella direzione opposta alla nebbia e alle nuvole.
La dimensione dell’ombra che si viene a formare è proporzionale alla distanza tra l’oggetto e la nuvola. L'apparente ingrandimento che l'osservatore percepisce è un'illusione ottica causata dal fatto che la superficie delle nuvole relativamente vicine viene giudicata alla stessa distanza degli oggetti al suolo visibili negli squarci tra le nubi, in realtà molto più lontani. A causa della prospettiva l’ombra si presenta distorta ma con una forma tendenzialmente triangolare. Inoltre, oggetti abbastanza vicini all’osservatore causano un’ulteriore illusione ottica, facendo sembrare l’ombra ancora più grande per confronto con essi.

## Storia
Uno dei primi fenomeni di cui si ha attestazione in occidente risale al 1736, sulle Ande, in Perù, riportato da una spedizione francese guidata da Charles Marie de La Condamine e Pierre Bouguer. Il fenomeno venne descritto anche in seguito da Johann Esaias Silberschlag, pastore e scienziato naturale tedesco, nel 1780.
Un nome storico di questo fenomeno è Spettro di Brocken o Arco di Brocken, deriva dal monte Brocken, la più alta vetta della catena dell'Harz, in Germania e venne coniato dallo stesso Silberschlag. Poiché la vetta è sopra il livello delle nuvole e la zona è spesso nebbiosa, le condizioni per cui un'ombra viene proiettata su uno strato di nuvole viene relativamente favorita. L'apparizione di ombre giganti che sembrano muoversi da sole a causa del movimento dello strato di nubi (questo movimento è un'altra parte della definizione di Spettro di Brocken) e che sono circondate da una gloria può aver contribuito alla reputazione dei monti dell'Harz come rifugio per streghe e spiriti maligni.
Il fisico Charles Thomson Rees Wilson vide una gloria mentre lavorava come osservatore temporaneo alla stazione meteorologica Ben Nevis. Ispirato dalla visione impressionante decise di costruire un apparecchio per creare nuvole in laboratorio così da poter creare glorie sintetiche su piccola scala. Il suo lavoro portò direttamente alla costruzione della camera a nebbia, un apparato per individuare le radiazioni ionizzanti.
In Cina questo fenomeno viene chiamato Luce di Buddha (佛光). Veniva spesso osservato su alte montagne coperte di nubi, come lo Huang shan e il Monte Emei; registrazioni di questo fenomeno sul Monte Emei risalgono al 63 d.C. Poiché l'aureola colorata circonda sempre l'ombra dell'osservatore, era spesso considerata indice di illuminazione personale dell'osservatore associata al Buddha o a qualcosa di divino.

## Riferimenti culturali
Nel Faust di Goethe il Brocken viene chiamato Blocksberg ed è il luogo del sabba delle streghe nella Notte di Valpurga.
La poesia di Samuel Taylor Coleridge "Constancy to an Ideal Object" si conclude con un'immagine dello spettro di Brocken:
|    | And art thou nothing? Such thou art, as when      |
|    | The woodman winding westward up the glen          |
|    | At wintry dawn, where o'er the sheep-track's maze |
| 28 | The viewless snow-mist weaves a glist'ning haze,  |
|    | Sees full before him, gliding without tread,      |
|    | An image with a glory round its head;             |
|    | The enamoured rustic worships its fair hues,      |
| 32 | Nor knows he makes the shadow he pursues!         |

|    | E tu non sei niente? Tale tu sei, come quando              |
|    | Il boscaiolo che serpeggia verso ovest lungo la valle      |
|    | All'alba invernale, dove sopra il labirinto di un tratturo |
| 28 | L'invisibile nebbia di neve tesse una foschia luccicante,  |
|    | vede davanti a sé, strisciando i piedi senza passi,        |
|    | Un'immagine con una gloria intorno alla sua testa;         |
|    | Il contadino innamorato adora i suoi colori chiari,        |
| 32 | Non sa di creare l'ombra che insegue!                      |

Nel romanzo di James Hogg The Private Memoirs and Confessions of a Justified Sinner (1824) lo spettro di Brocken è usato per suggerire orrore psicologico.
La Fantasmagoria di Lewis Carroll include una frase su uno Spettro:
...tried the Brocken business first\
but caught a sort of chill\
so came to England to be nursed\
and here it took the form of thirst\
which he complains of still.
"...provò prima l'attività di Brocken\
ma prese una sorta di freddo\
così venne in Inghilterra per essere assistito\
e qui prese la forma di sete\
di cui si lamenta ancora."
Ne "Il pianeta del silenzio" di Stanisław Lem (1986) si può trovare un riferimento: "Era solo. Si stava inseguendo. Non un fenomeno comune, ma conosciuto anche sulla Terra. Lo spettro di Brocken nelle Alpi, per esempio." Perseguire se stessi è un tema ripetuto in Lem, anche in una scena significativa del suo libro "L'indagine" (1975) in cui raffigura un detective in un vicolo innevato e senza uscita, che si confronta con un uomo rivelandosi infine essere il riflesso del detective stesso: "Lo straniero... era se stesso. Era in piedi di fronte a un enorme muro a specchio che segnava la fine della galleria."
In "L'armata degli eroi"(1989), parte della serie Conrad Stargard di Leo Frankowski, il protagonista usa lo spettro di Brocken per infondere fiducia nelle sue reclute.
Lo spettro di Brocken è un argomento chiave in The White Boy Shuffle (1996) di Paul Beatty, in cui un personaggio, Nicholas Scoby, dichiara che il suo sogno (lo chiama specificamente "Sogno e mezzo, davvero") è quello di vedere la sua gloria attraverso uno spettro di Brocken (69).
Nel manga di One Piece (1997-in corso) prima che la ciurma di Rufy raggiunga Skypiea appare questo fenomeno mentre navigano.